# Voetbalkampioenschap van Lahn-Sieg 1919/20
In 1919/20 werd het eerste en enige voetbalkampioenschap van Lahn-Sieg gespeeld, dat georganiseerd werd door de West-Duitse voetbalbond. De clubs uit Siegen en Wiedenau speelden vorig seizoen in de Zuidrijncompetitie, de anderen waren niet actief op het hoogste niveau. Na dit seizoen werd de competitie ontbonden en werden de clubs verdeeld over de Hessisch-Hannoverse competitie en de Bergisch-Markse competitie. 
Ondanks het feit dat Siegener SV 07 aan de leiding stond, was het Jahn Siegen, dat een wedstrijd minder gespeeld had, die afgevaardigd werd voor de West-Duitse eindronde. De club verloor meteen van Duisburger SpV. 

## Kreisliga
| Plaats | Club                      | Wed. | W | G | V | Saldo | Ptn. |
| ------ | ------------------------- | ---- | - | - | - | ----- | ---- |
| 1.     | Siegener SV 07            | 7    |   |   |   | 27:16 | 10:4 |
| 2.     | FC Wetzlar 1905           | 6    |   |   |   | 14:10 | 9:3  |
| 3.     | FC Jahn Siegen            | 6    |   |   |   | 29:13 | 8:4  |
| 4.     | VfB 07 Weidenau           | 8    |   |   |   | 15:29 | 6:10 |
| 5.     | RSV Germania 1908 Marburg | 5    |   |   |   | 8:17  | 5:5  |
| 6.     | VfB 1905 Marburg          | 4    |   |   |   | 10:11 | 2:6  |
| 7.     | VfR 1900 Gießen           | 6    |   |   |   | 9:16  | 2:10 |

|  | Geplaatst voor West-Duitse eindronde |